# Deutscher Ausschuss für unterirdisches Bauen
Der Deutsche Ausschuss für unterirdisches Bauen (DAUB) e.V. mit Sitz in Köln wurde nach eigenen Angaben im Jahre 1972 auf Initiative des Bundesministers für Verkehr gegründet und im Jahre 1973 in das Vereinsregister eingetragen. Die Anregung zur Gründung nationaler Tunnelbaukomitees geht auf die Empfehlung einer OECD-Konferenz zurück, die im Jahre 1970 in Washington, D.C., USA, stattfand, bei der Vertreter aus 20 Nationen die Gründung eines internationalen Verbandes für das Gebiet des unterirdischen Bauens beschlossen. Die Gründung der International Tunneling Association (ITA) fand im April 1974 mit 20 Gründungsmitgliedern, zu denen auch Deutschland zählte, in Oslo statt. Aufgabe und Ziel der ITA ist die Erarbeitung und weltweite Verbreitung von technisch abgesicherten Grundlagen im unterirdischen Bauen für eine gesunde urbane Entwicklung in den Ballungszentren sowie zur Sicherung und Verbesserung der Mobilität im regionalen und interregionalen Verkehr. Die nationalen Komitees erarbeiten in ihren Ländern und mit ihren Mitgliedern in internationalen Arbeitsgruppen Empfehlungen und sonstige Schriften zu wichtigen, aktuellen Themen des unterirdischen Bauens.

## Ziele
Es handelt sich um ein nationales, unabhängiges Gremium, das sich paritätisch aus Fachleuten aus Behörden, Planung, Wissenschaft und Wirtschaft zusammensetzt.
Insbesondere beschäftigt sich der Ausschuss mit
- Neu entwickelten Tunnelbaumethoden
- Reduktion der Beeinträchtigung des öffentlichen Lebens in der Bauphase
- Sicherheit in unterirdischen Verkehrsanlagen
- Sicherheit auf Tunnelbaustellen in Bezug auf Mensch und Umwelt
- Vertragsgestaltung (konfliktarme Verträge)

## Mitgliedschaft
Am Bauen von Tunnels sind im Wesentlichen drei Gruppen beteiligt:
- Behörden und Bauherren
- Wissenschaft und Planung
- Wirtschaft (z. B. bauausführende Unternehmer, Hersteller von Tunnelbaumaschinen, Hersteller von Sicherheitstechnik)

Diese drei Gruppen sind mit jeweils bis zu zehn Personen im DAUB vertreten. Der Vorsitz wird im Turnus von drei Jahren wechselnd von einem Vertreter aus einer der drei Gruppen wahrgenommen. Die Mitarbeit im DAUB ist ehrenamtlich. Als Ziele sind in der Satzung vereinbart:
Mitglieder des DAUB können Personen werden, die ihre Kenntnisse und Erfahrungen zur Förderung des unterirdischen Bauens uneigennützig zur Verfügung stellen. Die Mitglieder sollen sich möglichst zu gleichen Teilen aus Vertretern der Behörden, der Wissenschaft und der Wirtschaft zusammensetzen.
Die Zahl der Mitglieder ist auf 30 beschränkt, wobei die Mitglieder durch eine Zweidrittelmehrheit auf 3 Jahre gewählt werden. Eine Wiederwahl ist möglich.

### Mitglieder aus Behörden und Bauherren
Folgende Behörden und Bauherren stellen Mitglieder:
- Eisenbahn-Bundesamt, Bonn
- DB Projekt Stuttgart–Ulm GmbH
- Bundesministerium für Verkehr und digitale Infrastruktur, Bonn
- Deutsche Einheit – Fernstraßenplanungs- und -bau GmbH – DEGES, Berlin
- Oberste Baubehörde im Bayerischen Staatsministerium des Innern, München
- Landeshauptstadt Stuttgart, Tiefbauamt, Stuttgart
- Stadt Bochum, Tiefbauamt, Abteilung Stadtbahn, Bochum
- Hessen Mobil Straßen- und Verkehrsmanagement, Wiesbaden
- Berufsgenossenschaft der Bauwirtschaft (BG BAU), München
- Stadtverwaltung München, Baureferat, Hauptabteilung Ingenieurbau

### Wissenschaft und Planung
Folgende Mitglieder aus Wissenschaft und Planung:
- PSP Consulting Engineers GmbH, München
- Beratender Ingenieur für Felsmechanik und Tunnelbau, Ettlingen
- STUVA, Köln
- Maidl Tunnelconsultants GmbH & Co. KG, Duisburg
- Ingenieure GmbH Erdbaulaboratorium Essen, Essen
- Universität der Bundeswehr München, Neubiberg
- ZPP Ingenieure AG, Bochum
- Ingenieurbüro Duddeck und Partner GmbH, Braunschweig
- Ingenieurbüro Dipl.-Ing. H. Vössing GmbH, Düsseldorf
- Lehrstuhl für Tunnelbau, Leitungsbau und Baubetrieb, Ruhr-Universität Bochum, Bochum

### Wirtschaft
Folgende Mitglieder aus der Wirtschaft:
- Max Bögl Stiftung & Co. KG, München
- Alfred Kunz Untertagebau GmbH, München
- Hochtief Infrastructure GmbH, Frankfurt/Main
- Herrenknecht Aktiengesellschaft, Schwanau
- Porr Deutschland GmbH, Düsseldorf
- Wayss & Freytag Ingenieurbau AG, Frankfurt/Main
- Ed. Züblin AG, Unternehmensbereich Tunnelbau, Stuttgart
- Implenia Construction GmbH, München
- Wayss & Freytag Ingenieurbau AG, München

## Einbindung in internationalen Dachverband
Mit der Satzung wurde beschlossen, dass das nationale Gremium auch auf die internationalen Ziele verpflichtet ist.
Der Daub Ausschuss ist national unabhängig, hat sich jedoch von Anfang an an der Gestaltung des ITA (International Tunneling Association) beteiligt (häufig in Personalunion in verschiedenen Positionen – tw. Leitung).

## Publikationen

### DAUB-Empfehlungen
Empfehlungen wurden zu folgenden Themen veröffentlicht:
- Vertrag
- Vortrieb
- Ausbau
- Arbeitsschutz

### Unterirdisches Bauen in Deutschland
Es handelt sich um eine von der STUVA und dem DAUB gemeinsam herausgegebene Schriftenreihe, welche den Stand der Technik beim Bau und Betrieb von Tunnelbauwerken in Deutschland dokumentiert.
Diese Themen wurden bisher behandelt:
- Geologie
- Bauherren und Struktur der Betreiber
- Vergaberecht
- Finanzierung
- Planung, Entwurf und Genehmigungsverfahren
- Forschung und Entwicklung im Tunnelbau
- Arbeits- und Gesundheitsschutz
- Statistik, Analyse und Ausblick

Ergänzt wird da Werk durch eine umfangreiche Dokumentation von ausgeführten Tunnelbauwerken in Deutschland (U-, Stadt- und S-Bahn-Tunnel, Fernbahntunnel, Straßentunnel, Ver- und Entsorgungsleitungen, Kavernen). Dabei werden auch internationale Ausführungsbeispiele mit deutscher Beteiligung berücksichtigt.
Bisher sind 4 Bände erschienen (1995, 2000, 2005, 2010). Die Serie wird nicht fortgesetzt und durch eine Online-Datenbank (im Aufbau) ersetzt.